# Gaio Servilio Strutto Ahala (politico 389 a.C.)
Gaio Servilio Strutto Ahala (fl. IV secolo a.C.) è stato un militare romano.

## Biografia
Nel 389 a.C. fu nominato magister equitum da Marco Furio Camillo, nominato dittatore per la terza volta, per fronteggiare la minaccia portata a Roma dai Volsci, Equi, ed Etruschi.